# Dańków (województwo łódzkie)
Dańków – wieś w Polsce położona w województwie łódzkim, w powiecie rawskim, w gminie Biała Rawska.
Wieś wymieniana w 1451 r. jako Dankowo. Wieś szlachecka położona była w drugiej połowie XVI wieku w powiecie bielskim ziemi rawskiej województwa rawskiego. Na przełomie XIX-XX w. żył tu i tworzył malarz Władysław Bończa-Rutkowski. Na terenie wsi istniał cmentarz choleryczny.
Do 1953 roku miejscowość była siedzibą gminy Grzymkowice, a w latach 1953–1954 gminy Dańków. W latach 1954–1972 wieś należała i była siedzibą władz gromady Dańków. W latach 1975–1998 miejscowość administracyjnie należała do województwa skierniewickiego.
Na terenie wsi działa OSP Dańków.
Przez miejscowość przepływa niewielka rzeka Białka, dopływ Rawki.